# Крістіан Оберштольц
Крістіан Оберштольц (нім. Christian Oberstolz; нар. 8 серпня 1977, м. Сан-Кандідо, Італія) — італійський саночник, який виступає в санному спорті на професійному рівні з 1997 року. Титулований саночник італійської команди, дебютував в національній команді, як учасник зимових Олімпійських ігор в 2002 році в Солт Лейк Сіті — 17 місце, в 2006 році вони з напарником здобули 5 місце, а в 2010 році в Ванкувері посіли 4 місце в парному розряді. Входить до числа 10 найкращих саночників світу, а в парному розряді виступає разом з саночником Патриком Ґрубером також добивався численних нагород на світових форумах саночників.